# Тайна (річка)
Та́йна — річка в Україні, в межах Тернопільського та Чортківського районів Тернопільської області. Права притока Гнилої (басейн Дністра).

## Опис
Довжина 46 км. Площа водозбірного басейну 327 км². Похил річки 2,0 м/км. Долина трапецієподібна, нижче за течією V-подібна, глибина у пониззі 45 м, ширина до 2,6 км. Заплава двостороння, значною мірою заболочена, завширшки до 100 м. Річище звивисте, завширшки 6—7 м. Живлення мішане, з переважанням снігового. Замерзає у грудні, скресає в березні. Стік зарегульований ставками. Використовується частково на господарські потреби, частково на сільськогосподарські.

## Розташування
Тайна бере початок на захід від села Іванівки. Тече з північного заходу на південний схід та (в нижній течії) на схід. Впадає до Гнилої в селі Личківці.
Основна притока: Голодні Стави (ліва).

## Населені пункти
Над річкою розташоване місто Хоростків та декілька сіл, зокрема Лозівка, Клювинці, Великий Говилів, Хлопівка, Увисла, Целіїв, Старий Нижбірок, Самолусківці, Личківці, Трибухівці.

## Галерея

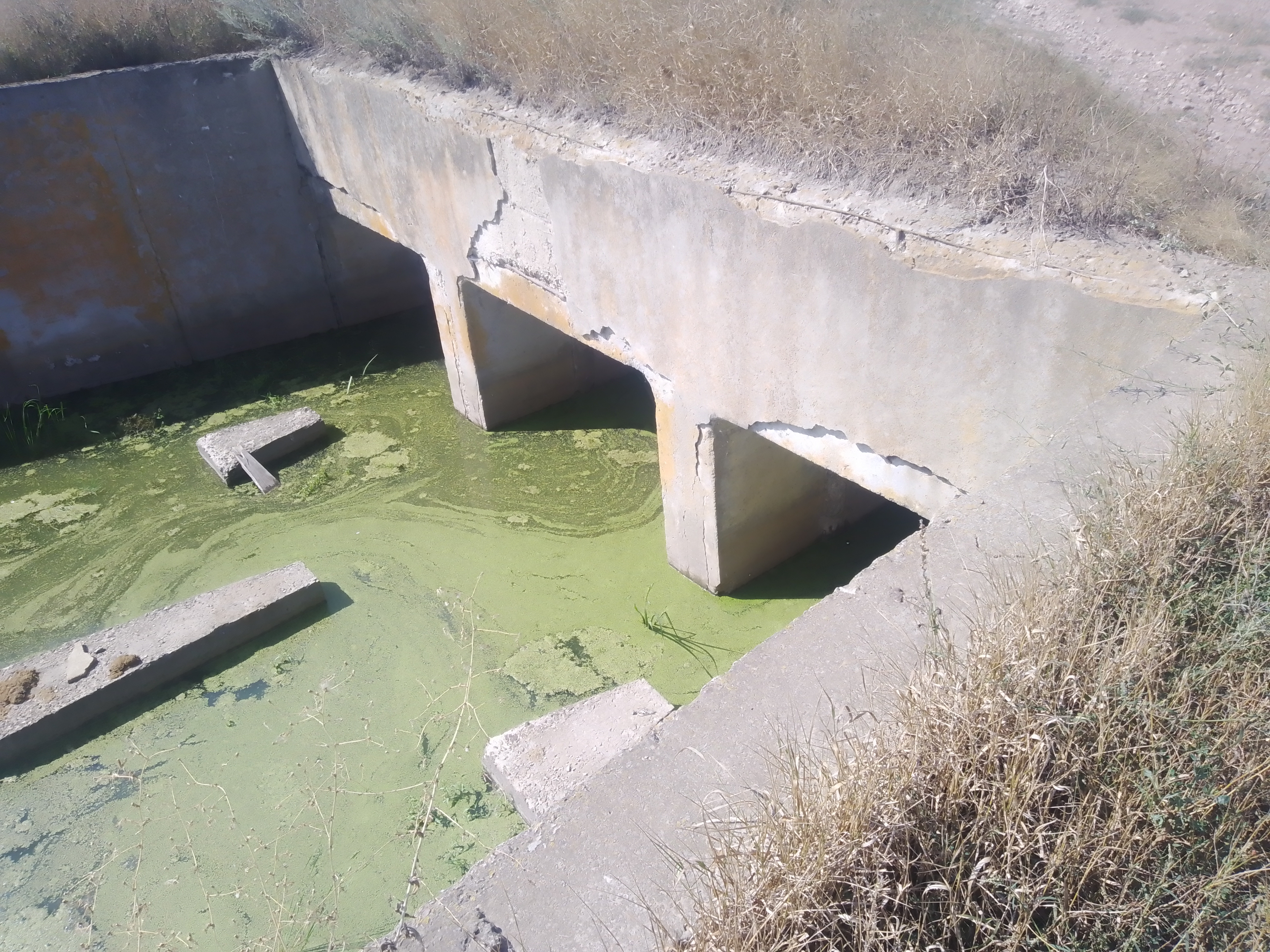
Гребля на річці Тайна в с. Клювинці
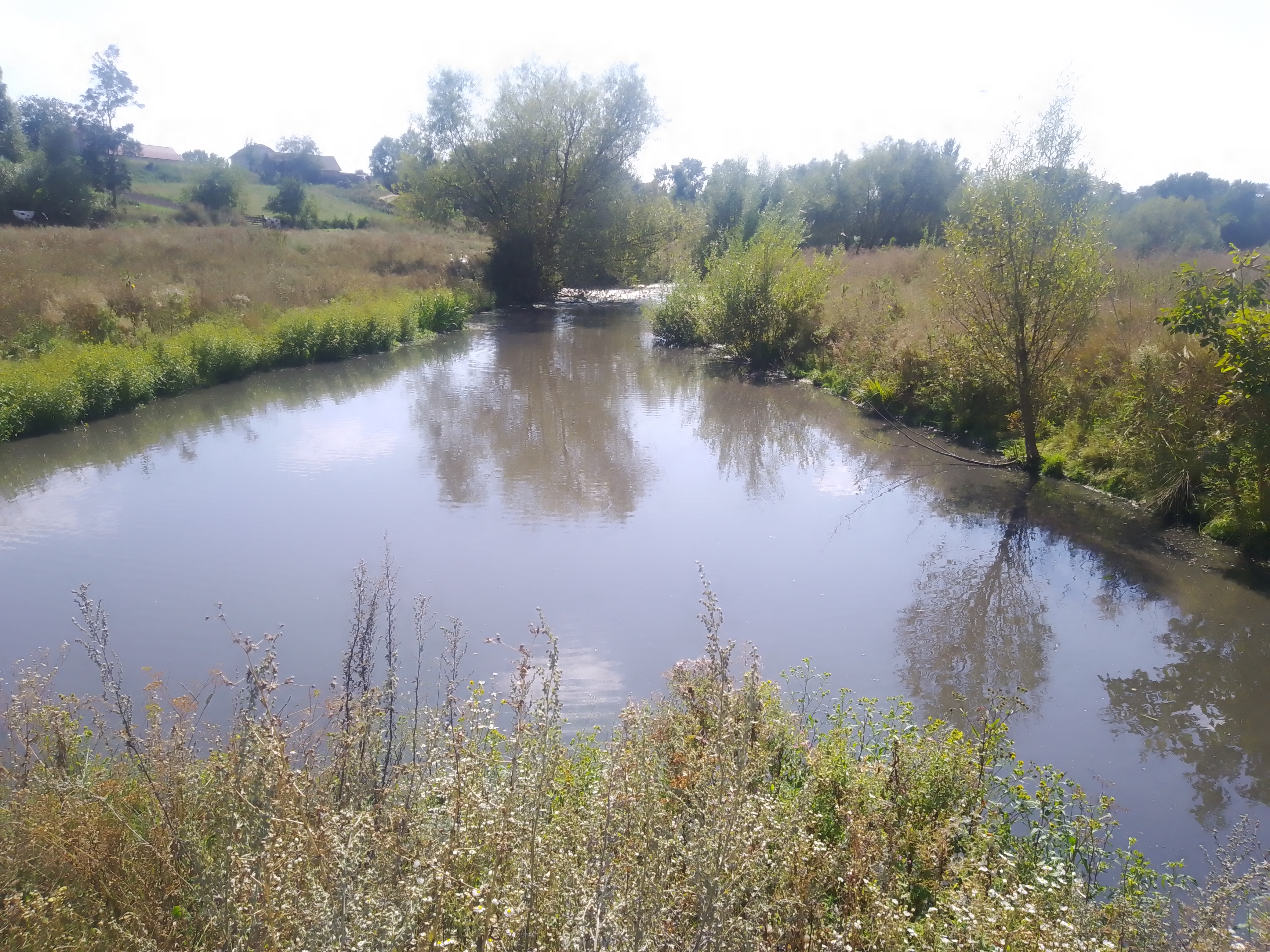
Річка Тайна в с. Клювинці
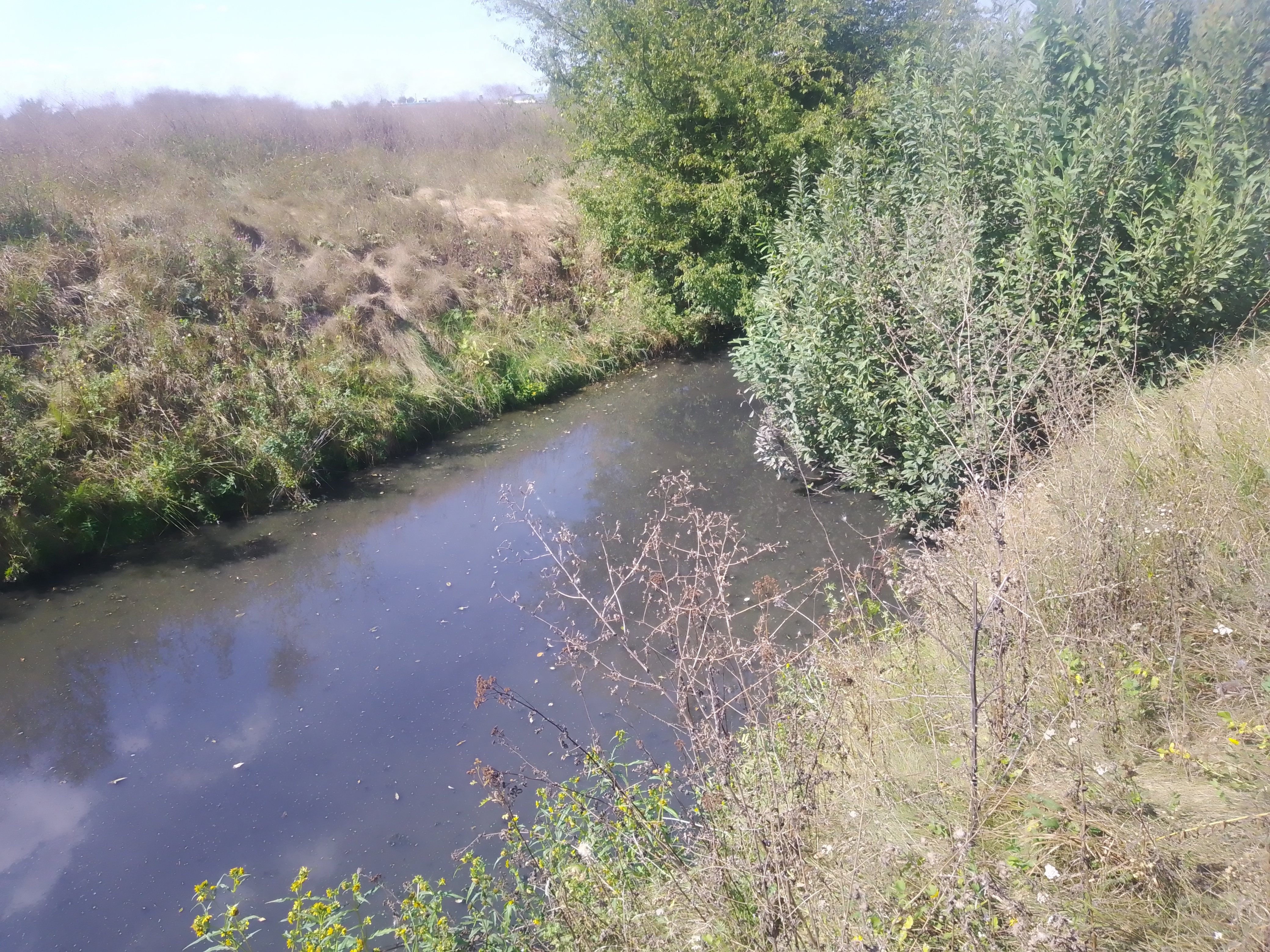
Річка Тайна перед греблею ставу в с. Клювинці
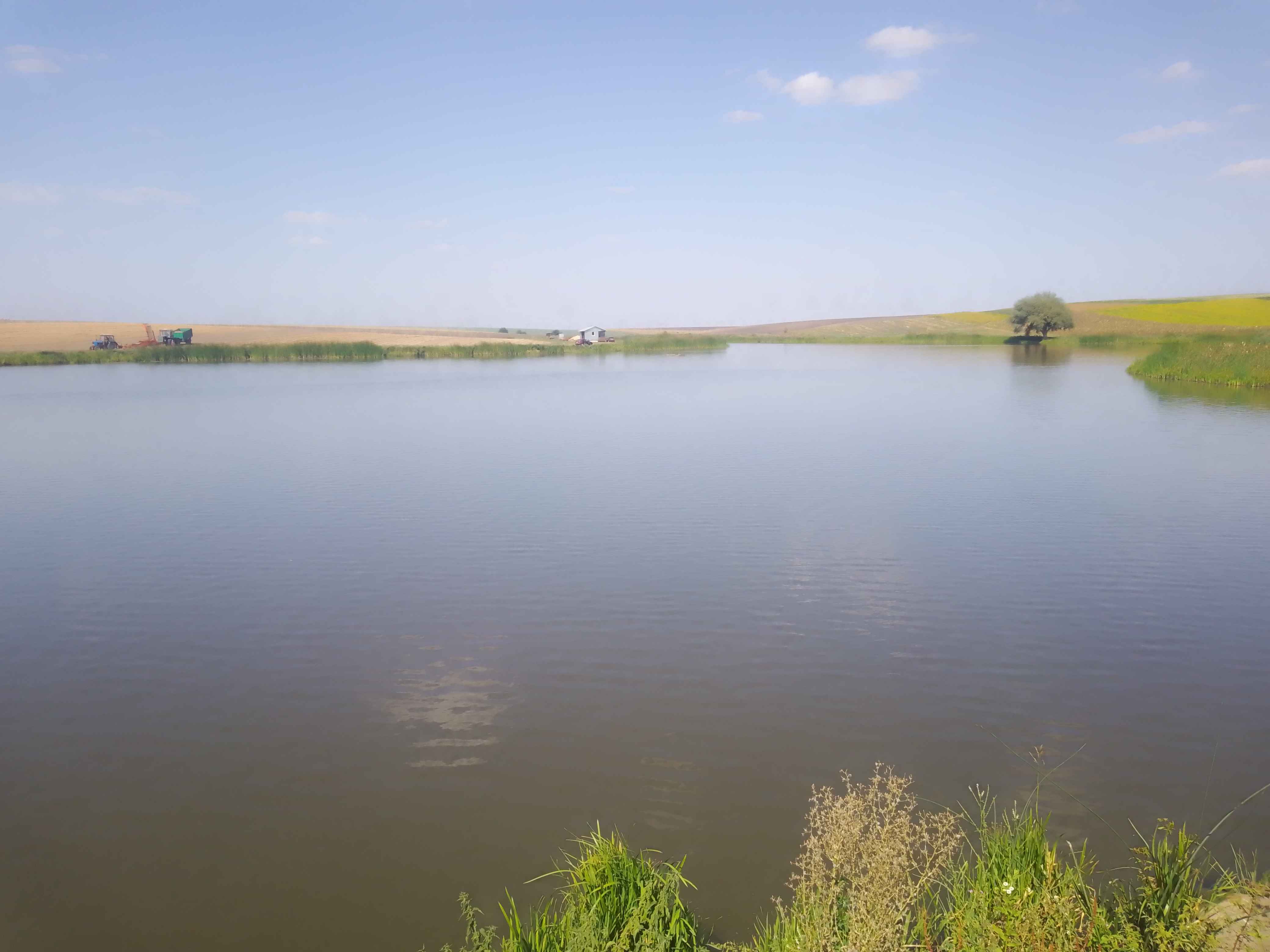
Став на р. Тайна в с. Клювинці